# Mejor nacional de la Liga Nacional de Básquet
El premio Mejor nacional de la LNB es un galardón anual otorgado en la Liga Nacional de Básquet desde 2004 al mejor jugador nacido en Argentina. El ganador es seleccionado al final de la temporada regular a partir de una votación organizada por la Asociación de Clubes en la que votan: prensa especializada, capitanes y entrenadores de la Liga.
En total 19 jugadores fueron elegidos como mejor nacional. Leonardo Gutiérrez es el jugador que recibió el premio en mayor cantidad de ocasiones (4). José Vildoza es el último galardonado.

## Ganadores
| ^           | Denota jugador en activo en la LNB                                            |
| Jugador (#) | Denota el número de veces que el jugador ha obtenido el premio                |
| Equipo (#)  | Denota el número de veces que un jugador de este equipo ha obtenido el premio |

| Temporada | Jugador                                       | Equipo                                        | R.     |
| --------- | --------------------------------------------- | --------------------------------------------- | ------ |
| 2003-04   | Roberto López                                 | Gimnasia (LP)                                 |        |
| 2004-05   | Leonardo Gutiérrez (1)                        | Ben Hur (1)                                   |        |
| 2005-06   | Leonardo Gutiérrez (2)                        | Ben Hur (2)                                   |        |
| 2006-07   | Gabriel Mikulas                               | Peñarol (1)                                   |        |
| 2007-08   | Leonardo Gutiérrez (3)                        | Peñarol (2)                                   |        |
| 2008-09   | Román González                                | Peñarol (3)                                   | [ 3 ]  |
| 2009-10   | Leonardo Gutiérrez (4)                        | Peñarol (4)                                   |        |
| 2010-11   | Juan Gutiérrez (1)                            | Obras Sanitarias (1)                          | [ 4 ]  |
| 2011-12   | Juan Gutiérrez (2)                            | Obras Sanitarias (2)                          | [ 5 ]  |
| 2012-13   | Paolo Quinteros                               | Regatas (C)                                   | [ 6 ]  |
| 2013-14   | Walter Herrmann (1)                           | Atenas                                        | [ 7 ]  |
| 2014-15   | Nicolás Aguirre                               | Quimsa (1)                                    | [ 8 ]  |
| 2015-16   | Walter Herrmann (2)                           | San Lorenzo (1)                               |        |
| 2016-17   | Gabriel Deck (1)                              | San Lorenzo (2)                               | [ 9 ]  |
| 2017-18   | Gabriel Deck (2)                              | San Lorenzo (3)                               | [ 10 ] |
| 2018-19   | Marcos Mata                                   | San Lorenzo (4)                               | [ 11 ] |
| 2019-20   | No se eligió debido a la Pandemia de COVID-19 | No se eligió debido a la Pandemia de COVID-19 | [ 12 ] |
| 2020-21   | Fernando Zurbriggen                           | Obras Sanitarias (3)                          | [ 13 ] |
| 2021-22   | Nicolás Romano                                | Instituto                                     | [ 14 ] |
| 2022-23   | Leonel Schattmann                             | Boca Juniors (1)                              | [ 15 ] |
| 2023-24   | Fabián Ramírez Barrios                        | Quimsa (2)                                    | [ 16 ] |
| 2024-25   | José Vildoza                                  | Boca Juniors (2)                              | [ 2 ]  |

## Historial

### Por jugador
| Jugador            | Premios | Años                                |
| ------------------ | ------- | ----------------------------------- |
| Leonardo Gutiérrez | 4       | 2004-05, 2005-06, 2007-08, 2009-10. |
| Juan Gutiérrez     | 2       | 2010-11, 2011-12.                   |
| Walter Herrmann    | 2       | 2012-13, 2015-16.                   |
| Gabriel Deck       | 2       | 2016-17, 2017-18.                   |

### Por club
| Equipo                   | Premios | Años                                |
| ------------------------ | ------- | ----------------------------------- |
| Peñarol de Mar del Plata | 4       | 2006-07, 2007-08, 2008-09, 2009-10. |
| San Lorenzo              | 4       | 2015-16, 2016-17, 2017-18, 2018-19. |
| Obras Sanitarias         | 3       | 2010-11, 2011-12, 2020-21.          |
| Ben Hur                  | 2       | 2004-05, 2005-06.                   |
| Quimsa                   | 2       | 2014-15, 2023-24.                   |
| Boca Juniors             | 2       | 2022-23, 2024-25.                   |
| Gimnasia (LP)            | 1       | 2003-04.                            |
| Regatas (C)              | 1       | 2012-13.                            |
| Atenas de Córdoba        | 1       | 2013-14.                            |
| Instituto                | 1       | 2021-22.                            |